# 132Y busz (Budapest)
A budapesti 132Y jelzésű autóbusz Kőbánya, Állomás utca és Újpalota, Felszabadulás útja között közlekedett. A járatot a Budapesti Közlekedési Vállalat üzemeltette.

## Története
1975. szeptember 1-jén 132Y jelzéssel gyorsjárat indult Kőbánya, Állomás utca és Újpalota, Felszabadulás útja között. 1977. január 3-án a 132-es jelzést kapta, útvonala kis mértékben módosult, illetve később új megállókat is kapott.

## Útvonala
| Újpalota, Felszabadulás útja felé | Kőbánya, Állomás utca felé |
| --- | --- |
| Kőbánya, Állomás utca vá. – Állomás utca – Pataky István tér – Kőrösi Csoma Sándor út – Élessarok – Fehér út – Örs vezér tere – Nagy Lajos király útja – Bosnyák tér – Nagy Lajos király útja – Telepes utca – Fűrész utca – Csömöri út – felüljáró – Frankovics Mihály utca – Hevesi Gyula utca – Újpalota, Felszabadulás útja vá. | Újpalota, Felszabadulás útja vá. – Hevesi Gyula utca – Frankovics Mihály utca – felüljáró – Csömöri út – Lőcsei út – Telepes utca – Nagy Lajos király útja – Örs vezér tere – Fehér út – Élessarok – Kőrösi Csoma Sándor út – Zalka Máté tér – Korponai utca – Kőbánya, Állomás utca vá. |

## Megállóhelyei
| 0  | Kőbánya, Állomás utca végállomás        | 28 | 9, 17, 17A, 51, 62, 62A, 62Y, 95, 109, 117, 132, 162, 195 13, 28, 36 Kőbánya alsó                                                |
| ∫  | Zalka Máté tér                          | 27 | 9, 17, 17A, 51, 62, 62A, 62Y, 95, 109, 117, 132, 162, 195 13, 28, 36 Kőbánya alsó                                                |
| 3  | Pataky István tér                       | 26 | 9, 17, 17Y, 32, 62, 62A, 62Y, 85Y, 109, 132, 162 13, 28                                                                          |
| 6  | Élessarok                               | 23 | 32, 61, 61A, 62, 62A, 62Y, 85, 85A, 132 13, 28, 37                                                                               |
| 11 | Örs vezér tere                          | 19 | Gödöllői és csömöri HÉV 31, 31A, 31B, 31C, 31Y, 32, 45, 45Y, 46, 61, 61A, 67, 76, 85, 85A, 100, 132, 144, 144A, 161E, 176 13, 62 |
| 18 | Bosnyák tér                             | 11 | 7C, 24, 32, 70, 73, 77, 107, 132 44, 62, 64                                                                                      |
| 21 | Molnár Viktor utca                      | 5  | 73 |
| 23 | Gyám utca                               | 4  | 73, 77 |
| 24 | Madách utca                             | 3  | 73 |
| 25 | Zsókavár utca                           | 2  | 31A, 73, 96, 96A, 173E, 196 69                                                                                                   |
| 26 | Páskomliget utca                        | 1  | 31A, 73, 96, 96A, 196 69 |
| 27 | Újpalota, Felszabadulás útja végállomás | 0  | 31A, 73, 173E |